# Nemertesia verticillata
Nemertesia verticillata är en nässeldjursart som först beskrevs av John Fraser 1925.  Nemertesia verticillata ingår i släktet Nemertesia och familjen Plumulariidae. Inga underarter finns listade i Catalogue of Life.